# Arkadij i Boris Strugaccy
Arkadij Natanowicz Strugacki (Аркадий Натанович Стругацкий, ur. 28 sierpnia 1925 w Batumi, zm. 12 października 1991 w Moskwie) i Boris Natanowicz Strugacki (Борис Натанович Стругацкий, ur. 15 kwietnia 1933 w Leningradzie, zm. 19 listopada 2012 w Petersburgu) – rosyjscy pisarze science fiction, bracia, piszący wspólnie i krytycy fantastyki.
Braci Strugackich zalicza się do klasyków światowej fantastyki. Zdobyli ogromną popularność zarówno w swej ojczyźnie, jak i poza jej granicami.

## Życiorys
Strugaccy przyszli na świat w inteligenckiej rodzinie pochodzenia żydowskiego, ich dzieciństwo upłynęło pod znakiem wojny, Boris został ewakuowany z blokady Leningradu. Arkadij tymczasem ukończył Aktiubińską Szkołę Artyleryjską, a następnie japonistykę, również na wojskowej uczelni. Do 1955 r. służył w armii na Dalekim Wschodzie, później pracował w wydawnictwach w stolicy. Boris, po ukończeniu astronomii na leningradzkim uniwersytecie, pracował w obserwatorium.
Ogromna większość utworów, które wyszły spod piór braci Strugackich, jest ich wspólnym dziełem. Na pracy literackiej skupili się w końcu lat pięćdziesiątych, oficjalne uznanie – łączące się z możliwością druku w prestiżowych pismach literackich, czy też tworzenia scenariuszy do filmów na podstawie swych utworów – zdobyli dopiero na przełomie lat siedemdziesiątych i osiemdziesiątych.
Twórczość Strugackich pod wieloma względami wyróżniała się na tle całości literatury fantastycznej powstającej w ZSRR. Bohaterowie tworzeni przez nich byli ludźmi z krwi i kości, z wszelkimi ludzkimi słabościami, wątpliwościami, lękami. Kosmos przedstawiony przez nich jest dla człowieka zagadką, próby jego poznawania to nie spektakularne, pełne sukcesów misje – droga do odkrycia choć skrawka prawdy o świecie gwiazd jest dla człowieka trudna, niebezpieczna i nie sposób poruszać się po niej szybko.
W swej prozie Strugaccy stawiają stopniowo coraz więcej pytań, między innymi o dobro i zło, o naturę człowieka, o granice ludzkiego poznania, tak w zakresie wiedzy o otaczającym świecie, jak i samowiedzy. Poruszają problemy etyki, odpowiedzialności władzy, kierunku rozwoju świata. Kreślone przez nich wizje, początkowo tchnące optymizmem, stają się coraz bardziej złożone, niepokojące, pozbawione prostych rozwiązań i niedopuszczające jednoznacznych interpretacji.
Kolejne wznowienia utworów braci Strugackich świadczą o ich nieustającej popularności. Niektóre dzieła doczekały się ekranizacji, np. Piknik na skraju drogi stał się inspiracją filmu Andrieja Tarkowskiego Stalker (Strugaccy byli współautorami scenariusza), a także gry komputerowej S.T.A.L.K.E.R. Podobnie w oparciu o Trudno być bogiem powstała gra oraz film o tym samym tytule.
Na podstawie książki Miliard lat przed końcem świata (rękopis odnaleziony w zagadkowych okolicznościach) w 1988 roku Aleksander Sokurow nakręcił film Dni zaćmienia.
Twórczość braci nie tylko zyskała uznanie czytelników nurtu science fiction, ale i wpisała się do historii światowej literatury.

## Twórczość

### Powieści
- 1959 – Страна багровых туч („Strana bagrowych tucz”) – W krainie purpurowych obłoków
- 1962 – Возвращение (Полдень, 22-й век) („Wozwraszczenije (Połdień. 22-j wiek)”) – Południe, XXII wiek(inne języki)
- 1963 – Далёкая Радуга („Dalokaja Raduga”) – Daleka Tęcza
- 1963 – Трудно быть богом („Trudno byt' bogom”) – Trudno być bogiem
- 1965 – Хищные вещи века („Chiszcznyje wieszczi wieka”) – Drapieżność naszego wieku(inne języki)
- 1965 – Понедельник начинается в субботу („Poniedielnik naczinajetsia w subbotu”) – Poniedziałek zaczyna się w sobotę
- 1966 – Улитка на склоне („Ulitka na skłonie”) – Ślimak na zboczu(inne języki)
- 1967 – Второе нашествие марсиан: Записки здравомыслящего („Wtoroje naszestwije marsian. Zapiski zdrawomyslaszczego”) – Drugi najazd Marsjan(inne języki)
- 1968 – Сказка о тройке („Skazka o trojkie”) – Bajka o Trójce(inne języki)
- 1969 – Обитаемый остров („Obitajemyj ostrow”) – Przenicowany świat
- 1970 – Отель „У погибшего Альпиниста“ („Otel „U pogibszego Alpinista“”) – Sprawa zabójstwa/Hotel pod poległym alpinistą
- 1971 – Малыш („Małysz”) – Koniec akcji „Arka”/Koniec eksperymentu „Arka“
- 1972 – Гадкие лебеди („Gadkije lebiedi”) – Pora deszczów
- 1972 – Пикник на обочине („Piknik na oboczinie”) – Piknik na skraju drogi
- 1974 – Экспедиция в преисподнюю („Ekspiedicyja w prieispodniuju”) – Ekspedycja do piekła(inne języki) (jako S. Jarosławcew)
- 1976 – За миллиард лет до конца света: Рукопись, обнаруженная при странных обстоятельствах – („Za milliard let do konca swieta. Rukopiś obnarużennaja pri strannych obstojatielstwach”) – Miliard lat przed końcem świata (rękopis odnaleziony w zagadkowych okolicznościach)(inne języki).
- 1979 – Жук в муравейнике („Żuk w murawiejnikie”) – Żuk w mrowisku
- 1980 – Повесть о дружбе и недружбе („Powiest' o drużbie i niedrużbie”) – O przyjaźni prawdziwej(inne języki)
- 1985 – Волны гасят ветер („Wołny gasiat wietier”) – Fale gaszą wiatr/Fale tłumią wiatr(inne języki)
- 1986 – Хромая судьба („Chromaja sud’ba”) – Kulawy los(inne języki)
- 1988 – Отягощенные злом, или сорок лет спустя („Otiagoszczennyje złom, ili sorok let spustia”) – Niedoskonali(inne języki)
- 1988 – Град обреченный („Grad obrieczennyj”) – Miasto skazane(inne języki)
- 1994 – Поиск предназначения, или Двадцать седьмая теорема этики – Poszukiwanie przeznaczenia albo 27 twierdzenie etyki(inne języki) (Boris Strugacki)
- 2003 – Бессильные мира сего – Bezsilni tego świata(inne języki) (Boris Strugacki)

### Mikropowieści / nowele
- 1960 – Путь на Амальтею („Put' na Amaltieju”) – Lot na Amalteę(inne języki)
- 1962 – Стажёры („Stażory”) – Stażyści(inne języki)
- 1962 – Попытка к бегству („Popytka k biegstwu”) – Próba ucieczki(inne języki)
- 1974 – Парень из преисподней („Parień iz prieispodniej”) – Przyjaciel z piekła(inne języki)
- 1984 – Подробности жизни Никиты Воронцова („Podrobnosti żyzni Nikity Woroncowa(inne języki)”) – Szczegóły życia Nikity Woroncowa (jako S. Jarosławcew)

### Opowiadania
Patrz: opowiadania braci Strugackich
- 1958 – Спонтанный Рефлекс („Spontannyj Refleks”) – Odruch samorzutny
- 1958 – Извне („Izwnie”) – Z zewnątrz
- 1959 – Шесть Спичек („Szest' spiczek”) – Sześć zapałek
- 1959 – Забытый Эксперимент („Zabytyj Ekspierimient”) – Zapomniany eksperyment
- 1959 – Белый конус Алаида („Biełyj konus Ałaida”) – Biały stożek Ałaidu
- 1959 – Испытание „СКИБР“ („Ispytanije „SKIBR“”) – Próba cybkora
- 1960 – Ночь на Марсе („Nocz na Marsie”) – Noc na Marsie
- 1962 – О странствующих и путешествующих („O stranstwujuszczich i putieszestwujuszczich”) – O wędrowcach i podróżnikach

### Inne
- 1981 – Машина желаний („Maszyna żełanij”) – Maszyna życzeń (scenariusz filmowy)
- 1986 – Пять ложек эликсира („Piat' łożek eliksira”) – Pięć łyżek eliksiru (scenariusz filmowy)
- 1990 – Жиды города Питера, или невеселые беседы при свечах („„Żydy goroda Pitiera“, ili niewiesiełyje biesiedy pri swieczach”) – Żydzi miasta Petersburga (sztuka teatralna)